# Causalité (physique)
Pour les articles homonymes, voir Causalité (homonymie).
En physique, le principe de causalité affirme que si un phénomène (nommé cause) produit un autre phénomène (nommé effet), alors la cause précède l'effet (ordre temporel). Le principe de causalité est une des contraintes réalistes imposées à toute théorie mathématiquement cohérente afin qu'elle soit physiquement admissible. D'après Gilles Cohen-Tannoudji, « le principe de causalité sera sans doute un des derniers auxquels les sciences renonceront un jour ».
À ce jour, il n'a pas été mis en défaut par l’expérience, mais certaines théories envisagent une causalité inversée.
Le principe de causalité a longtemps été très étroitement associé à la question du déterminisme selon lequel dans les mêmes conditions, les mêmes causes produisent les mêmes effets. Cependant, avec la prise en compte de phénomènes de nature intrinsèquement statistique (comme la désintégration radioactive d'un atome ou la mesure en mécanique quantique), il s'en est notablement éloigné. Il prend des formes assez diverses selon les branches de la physique que l'on considère.
Pour nombre de physiciens, la causalité physique est aussi une dépendance logique due aux lois de la physique, telle que par exemple la pomme tombe de l'arbre à cause de la gravitation.[réf. nécessaire] Cette causalité a une antériorité logique qualifiée d'implication en logique. Elle est devenue quantitative en physique à partir des travaux de Newton pour qui la force (cause) est proportionnelle à la variation de la vitesse (effet), le coefficient de proportionnalité étant, par définition, la masse inerte.

## La causalité dans les différentes branches de la physique

### Un principe physique structurant
Le principe de causalité (l'ordre temporel de la causalité) a été formulé explicitement tardivement (on peut considérer que Jean Le Rond d'Alembert et Euler ont été les premiers à l'exprimer clairement), mais il a été compris dès Descartes et utilisé implicitement par Isaac Newton, rejetant ainsi la cause finale d'Aristote qui fait d'un événement futur la cause d'un événement passé.
D'après Gilles Cohen-Tannoudji, ce principe, mathématiquement dispensable, a été imposé par les physiciens comme un principe de réalité et a eu de nombreuses incidences théoriques à partir de la relativité restreinte, jamais prises à défaut par les expériences. En particulier en physique quantique :
- En mécanique quantique, non relativiste, ce principe permet la non-localité spatiale de la simultanéité.
- En physique des particules, à la naissance de la seconde quantification, ce principe a obligé Paul Dirac à considérer que les particules théoriques qu'il avait trouvées dans son équation n'étaient pas des particules d'énergie négative remontant le fil du temps, mais des anti-particules d'énergie positive suivant le cours normal du temps.
- En électrodynamique quantique, ce principe a poussé à introduire la symétrie CPT, et à considérer comme virtuelles les réversibilités de processus physiques élémentaires, ouvrant ainsi la voie de la renormalisation des intégrales de Feynman, ce qui permit l'avènement du modèle standard.
- En relativité restreinte, ce principe oblige d'écarter comme non-réaliste une partie du groupe de Lorentz.[réf. nécessaire]
- En relativité générale, ce principe oblige à considérer comme non-réalistes certaines solutions des équations d'Einstein.[réf. nécessaire]

### En physique classique

#### Généralités
La physique classique est fondée, entre autres, sur le principe de causalité qui affirme qu'un effet est entièrement déterminé par des actions antérieures. L'effet est le changement d'état du système physique étudié, due aux causes (celles identifiables) et aux forces qui s'exercent sur le système (soit par contact comme les chocs et les frottements, soit à distance comme la gravitation ou comme la force électromagnétique qui sont transportées par des champs) ou aux évènements producteurs de ces forces. Isaac Newton, en écrivant qu'il y a proportionnalité entre la force motrice (la cause) et des changements du mouvement (l'effet), a fait de l'étude de la causalité une étude quantitative qui est le fondement de la physique. Le problème de l'éventuelle différence de nature entre la cause et l'effet est ainsi réduit à la question de l'ordre temporel entre les états de l'ensemble du système étudié car ces états  peuvent être considérés comme causes et effets les uns des autres.
La prédiction déterministe des états à venir à partir de la connaissance de ceux du passé paraît être "naturellement" associée au principe de causalité en physique classique, mais ce serait oublier que dans la pratique expérimentale nulle donnée n'est parfaitement connue et que dans la théorie, la complexité mathématique commence dès qu'il y a trois corps en présence, et que la théorie du chaos est née du déterminisme lui-même.[réf. souhaitée]

#### Thermodynamique et physique statistique des corps macroscopiques stables
Un corps macroscopique est un corps composé d'un nombre énorme de particules (atomes ou molécules).
Si ce sujet est traité par la physique classique ou relativiste, alors, par hypothèse, la causalité s'applique pleinement aussi à chaque corps microscopique composant de l'ensemble, notamment en ce qui concerne leurs influences réciproques; toutefois sa manifestation est singulièrement différente du cas des systèmes plus simples. Le grand nombre de composants distincts (de degrés de liberté) du corps macroscopique rend irréalisable, en pratique, la détermination des équations du mouvement par les méthodes de la physique classique. Même la détermination complète de l'état initial du système est "une vue de l'esprit".
Dans ce contexte, les lois du corps macroscopique s'écrivent alors à l'aide des statistiques : si le système est « stable » tout changement de faible amplitude ne l'éloigne que momentanément (durant le temps de relaxation) d'un état d'équilibre et ainsi, l'état global du système est-il déterminé, avec une probabilité très forte, au voisinage immédiat de cet état moyen. Pour tout corps microscopique, composant de l'ensemble macroscopique, l'état n'est déterminable que de manière statistique : il y a l'état moyen des états de ces corps, et il y a aussi d'autres états possibles avec des probabilités associées; mais il est impossible d'en déterminer l'état avec la précision habituelle de la physique classique.
Toute influence sur l'ensemble macroscopique s'y disperse, du fait des échanges incessants, entre les composants microscopiques et suivant des lois statistiques, et cette influence retentit de cette manière sur chaque corps microscopique. Un état (moyen ou transitoire) du corps macroscopique, ou l'état particulier d'un de ses composants microscopiques, vient d'une cause ainsi dispersée, homogénéisée, et de ce fait, il est impossible à déterminer complètement à partir de l'état précédent, même de manière théorique on ne peut pas retrouver l'état initial. De plus, l'impossibilité de prévoir l'état exact, mais seulement l'état statistique, du corps macroscopique ou d'un corps microscopique fait que l'on parle parfois d'indéterminisme. L'introduction de la physique quantique dans ce cadre ne fait que confirmer ce constat.

#### Le problème des conditions initiales
La causalité s'appliquant pleinement, Henri Poincaré a montré, vers 1890-1900, que même des systèmes simples de la physique classique peuvent être très sensibles aux variations des conditions initiales : une infime modification peut, pour certains systèmes très simples, donner une évolution ultérieure très différente du système. Ainsi, comme il est impossible de connaître avec une précision absolue les conditions initiales d'un système et comme il est aussi impossible de connaître les mesures précises de toute cause influente – car même la physique classique est une science expérimentale – toute la rigueur possible ne permet pas toujours de prévoir l'état futur d'un système.
Le déterminisme dit que dans les mêmes conditions, les mêmes causes produisent les mêmes effets. Dans la pratique, ce « dans les mêmes conditions » pose un problème de réalisation, car les conditions initiales du système ne pouvant pas être absolument connues, si l’on fait deux fois ce qui semble être "la même expérience", quelque chose en différera nécessairement. Toutefois, de nombreux systèmes étudiés sont « stables », c'est-à-dire que de petites variations initiales donnent de petites variations de l'évolution du système et ceci d'autant plus, qu'ils ne sont étudiés que sur un court laps de temps de leur histoire. Le système solaire est, lui, un exemple de système non-stable, c'est-à-dire  chaotique.

### En électromagnétisme
La théorie de l'électromagnétisme permet de mettre en lumière un certain nombre de situations où le principe de causalité joue un rôle crucial. Toute particule possédant une charge électrique engendre un champ électrique dans l'espace. Si cette particule est animée d'un mouvement alors elle engendre également un champ magnétique. Par ailleurs, la particule étant chargée, elle interagit avec tout champ électrique et tout champ magnétique. Les calculs indiquent qu'une particule chargée est, en réalité, susceptible d'interagir aussi avec son propre champ. Il existe donc une force s'exerçant sur une particule en mouvement créée par la particule elle-même. Cette force est appelée force d'Abraham-Lorentz. Elle donne lieu à divers effets et notamment le phénomène de préaccélération d'une charge électrique : si l'on applique une force sur une particule chargée à un instant {\displaystyle t_{0}}, alors la force d'Abraham-Lorenz implique que la charge électrique commencera à se mettre en mouvement aux alentours de l'instant {\displaystyle t_{0}-\tau }, où la quantité {\displaystyle \tau } est définie par :
{\displaystyle \tau ={\frac {2}{3}}{\frac {q^{2}}{4\pi \epsilon _{0}}}{\frac {1}{mc^{3}}}},
où q représente la charge électrique de la particule, m sa masse, c la vitesse de la lumière et ε0 la permittivité du vide. Ce temps caractéristique est extrêmement court : pour un électron il est de l'ordre de 6×10-24 seconde. Cette violation apparente de la causalité est, en réalité, le signe de l'existence des limites des capacités de l'électromagnétisme classique à décrire l'infiniment petit : sur des échelles de temps de l'ordre de {\displaystyle \tau } et sur des échelles de distances de l'ordre de {\displaystyle c\tau } (soit 2×10-15 mètre pour un électron), l'électromagnétisme est inapte à décrire intégralement les phénomènes microscopiques. Cette situation n'est cependant pas problématique en physique car en deçà d'une certaine échelle appelée longueur d'onde de Compton d'une particule, l'on sait qu'il est indispensable de faire appel à la mécanique quantique pour décrire le comportement et la structure des particules élémentaires. En l'occurrence, on montre aisément que la longueur d'onde Compton est toujours plus grande que la quantité {\displaystyle c\tau } pour une particule. Pour un électron, le rapport entre les deux est égal à 3 / 2 α, où α est la constante de structure fine.

### En relativité
Les hypothèses physiques à la base de la relativité restreinte (ou générale) permettent d'élaborer un modèle mathématique de l'espace-temps sans gravitation (ou avec gravitation). Ces deux modèles mathématiques sont des théories métriques d'espace plat dans un cas et non plat dans l'autre, mais ils ne sont cohérents avec la réalité (disons : l'expérience) que si certaines contraintes et significations "réalistes" leur sont imposées. Ainsi, mathématiquement, une longueur peut être négative, le temps a deux sens possibles d'écoulement, un corps de masse imaginaire va à une vitesse supérieure à la vitesse limite, une masse négative et une répulsion gravitationnelle sont possibles, etc. Il convient donc de ne pas confondre possibilité du modèle mathématique et possibilité physique, mais ce n'est pas toujours évident : ainsi,
- l'existence d'antimatière a d'abord été déduite des équations de Paul Dirac, avant d'être confirmée expérimentalement ;
- l'éventualité d'antimatière à masse négative et répulsion gravitationnelle fait depuis le début des années 2000 l'objet d'études et expérimentations scientifiques[5],[6],[7] dans le cadre d'un Univers dit de Dirac-Milne.

Le principe de causalité est systématiquement l'un des critères de réalité imposés à toutes ces théories.

#### Relativité restreinte
La relativité restreinte a introduit de nouvelles formules de changement de référentiel galiléen, déduites de l'existence d'une vitesse indépassable (et du principe de relativité): les transformations de Lorentz. Une transgression de l'ordre chronologique de la causalité condamnerait alors la validité physique de la théorie de la relativité restreinte qui est basée sur l'existence d'une vitesse limite pour la transmission d'information, transmission qui ne peut se faire que dans l'ordre croissant du temps. Cette théorie exige que le principe de causalité soit respecté dans tous les référentiels galiléens.
Il faut alors introduire une formulation plus forte du principe de causalité :
Tout effet a une cause et la cause précède l'effet dans tout référentiel galiléen, d'un délai au moins égal à la durée nécessaire pour aller du lieu de la cause au lieu de l'effet à la vitesse indépassable.
Une conséquence de cette reformulation est que, si deux évènements ne peuvent être joints à une vitesse inférieure ou égale à cette vitesse limite, alors, ils sont sans lien causal direct (l'un ne peut être la cause de l'autre). Une autre est que si deux évènements peuvent être joints à une vitesse inférieure ou égale à cette vitesse limite dans un référentiel galiléen, alors, ils peuvent l'être aussi dans tout référentiel galiléen et ils peuvent alors être liés par un lien causal qui irait du plus ancien vers le plus récent (cet ordre ne changeant pas d'un référentiel à l'autre).
La théorie purement mathématique, basée sur l'étude de l'espace-temps de Minkowski, admet des changements de repère inversant le sens du temps, et donc, des changements concevables de repère qui ne respectent pas la causalité : ce sont les transformations non-orthochrone. Pour que l'interprétation physique de ces mathématiques soit possible dans le cadre de changement de référentiel, on se limite à l'utilisation des transformations orthochrones, qui forment un groupe.

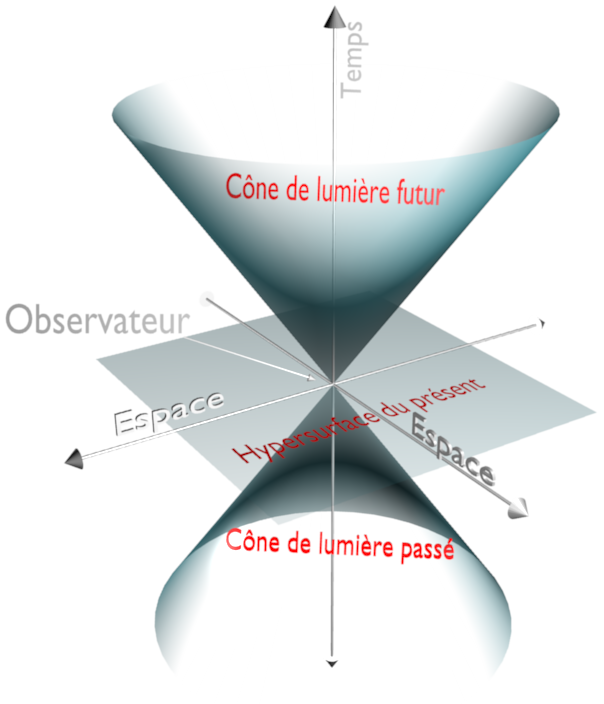
Dessin de cône de lumière dans le cas simplifié où l'espace est à deux dimensions.

On peut justifier théoriquement que la vitesse limite est celle des ondes électromagnétiques (de la lumière) dans le vide, à l'aide de la théorie de Maxwell. De manière plus générale, l'étude dynamique montre que la vitesse indépassable est celle des particules de masse nulle, en particulier des photons.
Comme une cause ne transmet son influence (quelle qu'en soit la forme) qu'à une vitesse {\displaystyle v\,=\,{\frac {\Delta d}{\Delta t}}\leq c}, on a donc : {\displaystyle \Delta d\,\leq \,c.\Delta t}. Cette dernière inégalité est caractéristique d'un cône dans l'espace de Minkowski à quatre dimensions (trois d'espace et une de temps) appelé « cône de lumière » car sur son bord on a {\displaystyle \Delta d\,=\,c.\Delta t}, donc {\displaystyle v\,=\,c}. Dans le dessin ci-contre, la partie extérieure au cône est la zone d'espace-temps sans lien causal avec l'observateur, la partie inférieure (et intérieure) du cône est la zone où se situent les points qui peuvent influencer l'observateur, et la partie supérieure (et intérieure) du cône est celle des points qui peuvent être influencés par l'observateur.

#### Relativité générale
La relativité générale permet de déterminer la structure de l'espace-temps à partir de la distribution de matière. Cependant, une certaine liberté existe dans la détermination de la structure. Par exemple, en l'absence de matière et d'ondes gravitationnelles, l'espace-temps peut localement s'identifier à l'espace de Minkowski de la relativité restreinte, mais d'autres solutions encore, basées sur celle-ci "existent". Il est entre autres possible de changer la topologie d'espace-temps tout en conservant son caractère localement minkowskien, par exemple en identifiant les points de l'espace sous l'action d'un ensemble de translations. Dans cette configuration, l'espace peut être périodique, et mathématiquement il a la structure d'un tore. Une telle solution, aussi curieuse qu'elle puisse apparaître, n'est pas interdite par les mathématiques de la relativité générale. De même, elles n'interdisent pas que le temps soit périodique, c'est-à-dire que dans un système de coordonnées usuels, les instants {\displaystyle t} et {\displaystyle t+t_{0}} soient identifiés, où {\displaystyle t_{0}} est une constante arbitraire. Ce type de configuration viole le principe de causalité : un observateur immobile dans ce système de coordonnées vivrait une existence exactement périodique et il mourrait avant de renaître à nouveau. Une telle configuration viole clairement le principe de causalité (techniquement, on dit qu'elle possède des courbes de genre temps fermées). D'une manière générale, toute solution de la relativité générale violant le principe de causalité est considérée comme physiquement inacceptable, quand bien même elle est mathématiquement exacte.
De nombreuses solutions pathologiques issues des mathématiques de la relativité générale « existent » donc. Notamment, en présence de certains types de trous noirs où ceux-ci agissent comme des trous de ver, c'est-à-dire des passages vers d'autres régions de l'univers, des situations violant le principe de causalité peuvent être mises en évidence.
Ces solutions sont -pour les mêmes raisons que celles exposées ci-dessus- considérées comme non physiques, et il ne semble pas du reste exister de possibilités de générer expérimentalement de telles configurations à partir de processus physiques connus. L'hypothèse selon laquelle aucun processus physique ne peut donner lieu à de telles situations- considérées comme étant pathologiques- s'appelle la conjecture de protection chronologique.
Indépendamment des trous noirs et des trous de vers, il existe plusieurs solutions exactes des équations mathématiques de la relativité générale possédant des « pathologies ». Une des premières à avoir été trouvées, et comptant toujours parmi les plus célèbres, est l'œuvre du mathématicien d'origine autrichienne Kurt Gödel : l'univers de Gödel, dans lequel existent des courbes de genre temps refermées sur elles-mêmes. Elle est souvent mise en exergue pour présenter les aspects étranges de certaines structures de l'espace-temps modelées par la matière.

#### Les tachyons
Les tachyons sont des particules hypothétiques censées se déplacer plus vite que la lumière. Un tel déplacement donne lieu à de nombreux paradoxes : si pour un observateur un tachyon est émis d'un point A vers un point B, alors, pour un autre observateur se déplaçant suffisamment vite par rapport au premier, il est possible de voir le tachyon partir de B pour aller vers A : il n'est donc pas possible de déterminer dans quel sens (de A vers B ou de B vers A) se déplace réellement le tachyon. Si, de plus, le tachyon était susceptible de transmettre une information, alors il remettrait en cause le principe de causalité. Pour cette raison, en physique des particules, l'existence des tachyons est considérée comme impossible. Si une théorie physique prédit l'existence de tachyons, alors la théorie en question est considérée comme physiquement irréaliste. Certains modèles simplifiés en théorie des cordes sont dans ce cas et sont, de ce fait même, considérés comme impropres à pouvoir décrire la Nature. Les modèles réalistes de théorie des cordes ne souffrent pas de ce problème.

### En physique quantique
Contrairement aux cas de la physique classique et de la physique relativiste, le principe de causalité n'a pas été utilisé pour construire la mécanique quantique. Cette branche de la physique se fonde sur la notion d'état quantique, dont l'évolution est gouvernée par l'équation de Schrödinger.
Un état quantique possède la particularité de pouvoir rassembler un certain nombre d'entités physiques (par exemple des bosons, voire des paires de tachyons évoqués ci-dessus et dont un observateur ne verrait qu'un seul à la fois, ou plutôt une combinaison linéaire des deux, en produisant des interprétations paradoxales selon son propre principe de causalité, alors que ces tachyons ne pourraient exister que par paires) dans un état propre indissociable par le phénomène d'intrication quantique, et cela instantanément et quelles que soient les localisations de ces entités physiques. Cet aspect non-local de l'intrication pose problème par rapport au principe de causalité tel qu'il est exprimé en relativité restreinte.
D'autre part, la détermination d'une valeur d'un paramètre physique (comme la position ou la vitesse) en partant de l'état quantique est soumise à un indéterminisme fondamental, posant problème pour la vision classique de la causalité.
Ces particularités amènent des difficultés de cohérence entre cette branche de la physique et le principe de causalité, difficultés persistantes aujourd'hui encore.

#### Effet EPR
L'effet EPR montre qu'en mécanique quantique, s'il est toujours interdit de transférer de l'information ou de l'énergie vers le passé (ou à une vitesse supérieure à c, rappelons que c'est équivalent), certaines séquences d'événements ne s'expliquent pas comme des causes et des effets au sens intuitif du terme sans contredire le principe d'antériorité de la cause sur l'effet.
Rappelons brièvement ses enjeux par rapport à la problématique de la causalité : cette expérience de pensée met en jeu deux mesures de deux particules quantiquement intriquées. Les règles de la mécanique quantique stipulent que les deux mesures sont nécessairement corrélées : si on mesure un certain paramètre sur une particule, on obtient nécessairement - pour ce paramètre - une valeur prévisible, par rapport à la première mesure, sur l'autre particule quelle que soit la distance les séparant. Ces corrélations ont été vérifiées expérimentalement, notamment par l'expérience d'Aspect.
Mais si tout ceci amène à s'interroger sur le principe de causalité, celui-ci n'en est nullement invalidé notamment en ce qui concerne le transfert d'information ou d'énergie, qui le respecte strictement et n'a jamais été pris en défaut. John G. Cramer par exemple est amené à distinguer un "principe de causalité fort" (qui est le principe de causalité appliqué à tous les effets physiques sans exceptions) et un "principe de causalité faible" qui ne serait applicable qu'aux observations macroscopiques et à la communication d'information.

#### Indéterminisme fondamental de la mesure quantique
Les postulats de la mécanique quantique stipulent que :
1. Toute l'information sur l'état quantique est contenue dans le vecteur d'état (postulat 1).
2. Les résultats d'une mesure d'un état quantique sont fondamentalement imprévisibles et ne peuvent être quantifiés qu'en termes de probabilité (postulat 4).

Le postulat 1 exclut la possibilité que l'imprévisibilité de la mesure résulte d'une connaissance imparfaite de l'état quantique, ou - ce qui revient au même - provienne de variables cachées. Il y a donc bien, selon ces principes, un indéterminisme fondamental.
Ce problème remet en question la vision traditionnelle de la causalité, selon lequel tout effet procède d'une cause et que, toutes choses étant égales par ailleurs, un même effet succède à une même cause. Mais il ne remet totalement pas en cause le principe de causalité : au contraire, étant irréversible, la mesure quantique établit un ordre temporel compatible avec lui.
Mais même dans cette optique, il est important de noter qu'un déterminisme au niveau macroscopique peut émerger, malgré l'existence de cet indéterminisme fondamental : il est possible de démontrer, que l'évolution déterministe d'un système macroscopique peut être retrouvée à partir de l'évolution de son état quantique, un peu comme l'indéterminisme des particules individuelles en thermodynamique amène un déterminisme global vers un état moyen, avec une probabilité presque égale à 1.
Néanmoins, "l'existence mathématique" d'une probabilité que l'état global macroscopique ne corresponde pas à l'état moyen attendu peut troubler cette assurance, mais cette probabilité peut être tenue pour complètement "négligeable" dans les cas concrets.
De plus, il faut souligner que la physique quantique est entièrement causale et déterministe tant que n'intervient pas un processus de mesure. Aussi, dans certaines interprétations de la mécanique quantique excluant la notion de mesure, l'indéterminisme devient une illusion. Par exemple, la théorie d'Everett propose que tous les résultats possibles d'une mesure soient réalisés dans des univers différents. Cette hypothèse porte en anglais le nom de many-worlds ou many-minds (voir David Deutsch).

### Théories proposant une nouvelle approche

#### Propositions pour interpréter l'effet EPR
Si on veut interpréter le résultat de l'expérience d'Aspect, deux voies existent principalement : l'existence de variables cachées non-locales, ou - si on n'accepte pas celles-ci - l'existence d'une interaction instantanée, et même remontant le temps.
Certains physiciens, par exemple, interprètent l'effet EPR comme faisant intervenir des causes postérieures aux effets, notamment John G. Cramer, Bernard d'Espagnat , ou encore Olivier Costa de Beauregard.

#### Propositions pour éliminer l'indéterminisme
Certains physiciens, dont Einstein (mais aussi De Broglie, Bohm, Penrose...), n'acceptent pas l'idée d'une physique microscopique indéterministe. Ils refusent l'idée que certains phénomènes soient sans causes, ou que celles-ci soient en dehors du champ de la science. Ces physiciens cherchent à attribuer l'aspect probabiliste de la mécanique quantique à l'existence de variables cachées qui seraient à l'origine causale des indéterminismes apparents, remettant ainsi en cause le postulat 1 de la physique quantique et ouvrant ainsi une possibilité à un retour à un déterminisme pur et à une causalité classique. Des physiciens contemporains (comme Roger Penrose, ou Ghirardi/Rimini/Weber) poursuivent la piste de variables cachées non-locales, en recherchant par exemple les variables cachées du côté d'effets gravitationnels, non encore pris en compte par la physique quantique.
Pour Bernard d'Espagnat,, il existerait bel et bien des origines causales aux indéterminismes apparents, mais qui appartiendraient à un « réel voilé », fondamentalement et définitivement hors d'atteinte d'un formalisme physique et de la science.

#### Théories physiques "indépendantes du fond"
Les théories physiques évoquées ci-dessus partagent toutes un même point commun : l'espace et le temps sont un cadre donné a priori et constituent des notions fondamentales pour ces théories.
Pour d'autres théories physiques, en cours de développement, comme la gravité quantique à boucles, la théorie des twisteurs, ou les applications en physique de la géométrie non commutative de Alain Connes, l'espace et le temps ne sont plus donnés a priori mais ils émergent de la théorie qui est constituée à partir d'entités physiques plus fondamentales que l'espace et le temps. Ces théories sont dites "indépendantes du fond" (le "fond" étant l'espace-temps). Quel est le statut du principe de causalité pour ces théories, étant donné que le temps n'est plus fondamental ?
Pour ces théories, il apparaît que le principe de causalité n'est plus une hypothèse dont il faudrait démontrer la validité mais un véritable fondement qui permet de définir la notion de temps. Le temps n'apparaît dans ces théories que si on présuppose le principe de causalité.
D'autres aspects de notre monde physique semblent également dépendre du principe de causalité d'après la gravité quantique à boucle. En 2004, une équipe de l'université d'Utrecht a proposé une démonstration selon laquelle le principe de causalité est une condition nécessaire au fait que l'univers soit quadridimensionnel (3 dimensions d'espace et une de temps).

## Conséquences

### Cybernétique
Dans le domaine des systèmes discrets, il est important de savoir distinguer si un système est causal (la réponse à un instant donné ne dépend que des entrées précédant cet instant) ou non.
La transformée en Z fournit un critère simple : seules les puissances négatives de Z sont autorisées.
En régulation automatique, le système doit être causal. En revanche, une commande prédictive n'a pas à l'être : si on anticipe le comportement du système, on peut très bien avoir une commande appliquée à un instant pour provoquer la réponse souhaitée dans le futur. De même, le filtrage d'un signal n'a pas à être causal s'il s'agit d'un traitement différé (si on corrige un son pour une diffusion en direct, le traitement doit être causal, pas si on cherche à corriger un enregistrement).

## Historique de la causalité en physique
Dans la rationalité classique (Descartes, etc), la cause a une antériorité logique ainsi qu'a pu l'exprimer Galilée lui-même en disant « La cause est ce qui est tel que lorsqu’elle est posée, l’effet s’ensuit, lorsqu’elle est ôtée, l’effet est ôté » (Discours sur les corps flottants, O.G IV, p. 112) ; cette idée reste encore présente en sciences.
L'idée d'antériorité temporelle a émergé progressivement, et de manière implicite notamment dans les travaux de Galilée du fait qu'il paramètre le mouvement par la variable temporelle, mais aussi chez Descartes et Isaac Newton. Pour que ce soit explicite, il a fallu attendre que la notion de cause soit allégée des considérations métaphysiques issues d'Aristote (entre autres du problème de l'identité ou non de la nature de la cause et de l'effet), cela a été fait au XVIIIe siècle par Euler et Jean Le Rond d'Alembert.

### La causalité selon Aristote
Les thèses d'Aristote en physique, ont longtemps influencé la philosophie et la science occidentales.
S'appuyant sur ses observations, il présente une physique qualitative où sa théorie des causes identifie et classe les raisons pour lesquelles les évènements se produisent et répondant à la question « qu'est-ce que c'est », et en traitant simultanément ce qui relèverait aujourd'hui de la physique, de la médecine, de la sculpture, du commerce, de l'âme, etc. Les causes de tout mouvement sont dans l' essence des êtres naturels en mouvement; au point que le mot mouvement évoque, pour lui, le changement d'état de l'être concerné. Ainsi, les notions de mouvement, d'infini, de lieu et de temps ne sont pas conçues comme séparées de la substance des corps, et tout mouvement (dans le sens évoqué plus haut) est l'accomplissement d'un passage d'un état initial à un état final (qui se manifeste par le repos) : l'état final était présent en puissance dans l'état initial.
Analysant ainsi le monde, il distingue quatre causes : matérielle, formelle, motrice, finale.
Par exemple :
- Une pierre est tombée.
- :La pierre était en haut : son état de pierre (cause matérielle) en fait un corps pesant, c'est dire un corps dont l'état propre est d'être en bas, et non pas en haut.
- :La pierre est tombée : elle est allée rejoindre son lieu propre (état : être en bas). Sa chute est due à cet objectif (cause finale).
- Une cause motrice n'intervient que pour sortir un être de son état propre, cela correspond à la phrase d'Aristote : « Tout ce qui est mû est mû par autre chose; ce moteur, à son tour, ou bien est mû, ou bien ne l'est pas; s'il ne l'est pas, nous avons ce que nous cherchions, un premier moteur immobile, et c'est ce que nous appelons dieu [...]. »[20]
- La cause formelle peut s'entendre comme suit : à cause de la définition de l'être considéré, ou de l'idée de l'objectif dans l'esprit de la personne agissante. Un médecin soigne une personne à cause de son idée de la santé.

### En Occident duXIIeauXVIesiècle
Utilisés depuis son origine, les textes d'Aristote n'étaient pas tous connus de la scolastique chrétienne. Les croisades et les contacts avec la culture arabo-andalouse permirent aux théologiens d'avoir accès au Physique et au reste de l'œuvre d'Aristote, dont l'ensemble se révéla alors fort difficile à intégrer à la doctrine chrétienne.
- Thomas d'Aquin (1225, à Aquin - 1274) s'ingénia à en faire une lecture conforme à l'orthodoxie chrétienne : il chercha ainsi le Dieu chrétien dans le « premier moteur immobile » d'Aristote, en se débattant avec le dieu seulement moteur du monde éternel selon Aristote face au Dieu chrétien éternel et créateur d'un monde appelé à finir, et ainsi que la multitude des moteurs immobiles d'Aristote qui sont interprétés plus ou moins comme étant des anges, et autres difficultés. Le cœur du problème étant que le monde aristotélicien est composé d'êtres ayant chacun en soi le principe de ses mouvements, alors que le monde chrétien est fait d'êtres incomplets, hiérarchisés et déterminés par Dieu[21]. Dans le cas de l'action d'un corps sur un autre, il s'interrogea sur la nature de ce qui est transmis, « forme ou être », du corps « agent » au corps « patient », la cause étant identifiée à ce qui est transmis. De fait, cette démarche restait aristotélicienne[3].
- Les nominalistes tels Roscelin de Compiègne (1050 - 1120), Guillaume d'Ockham (v.1285 - 1349), Nicolas d'Autrecourt (Autrecourt 1299 - Metz 1369), Jean Buridan (1300-1358), s'ingéniant à distinguer les mots dans les textes des choses dans la réalité sensible, et affirmant que les seules distinctions qui sont fondées sont celles qui sont illustrées par des choses individuelles, arrivent à faire admettre l'idée de Guillaume d'Ockham suivant laquelle rien dans la nature ni dans notre rationalité ne peut nous amener à Dieu, que le domaine de la foi est incommunicable sauf du fait du don de Dieu, et à ébranler la doctrine philosophique d'Aristote et ses catégories[22]. Ainsi, Jean Buridan ressuscite-t-il, sous le nom d'impetus, une idée ancienne destinée à améliorer la cause efficiente d'Aristote, pour mieux expliquer le fait qu'un projectile continue son mouvement dans les airs sans rien de visible pour le pousser durant tout son trajet. Cette notion, novatrice pour l'Occident, restera qualitative et explicative dans un cadre aristotélicien : la cause du mouvement transmise au mobile, s'envole avec lui, mais reste un moteur qui s'épuise, et une fois épuisé laisse le corps reprendre son mouvement naturel vers le sol (ce type d'explication variant d'un auteur à l'autre). Même Nicolas Oresme (1325-1382) et Nicolas de Cues (1401-1464) ne dégageront pas complètement l'impetus des catégories d'Aristote. Cette notion peut être vue comme un intermédiaire entre le Moyen Âge et la physique moderne, même si Alexandre Koyré la qualifia de « notion médiévale confuse »[23].

### En physique auXVIIe
Galilée semble avoir sciemment évité d'étudier la cause des phénomènes, en refusant de s'interroger sur le pourquoi et en privilégiant la question du comment, s'appuyant implicitement sur une conception platonicienne de la nature exprimée notamment dans son dialogue Il Saggiatore (L'Essayeur). Il résoudra, du moins à ses yeux, le problème du mouvement sans moteur par la justification de la loi d'inertie. Son point de vue, associé aux travaux de Kepler, Huyghens et Descartes tendront à rejeter la cause finale chère à Aristote et à imposer une causalité clairement exprimée par Descartes sur le modèle du « choc » mécanique, nécessitant un contact, modèle qui survivra à l'avènement des travaux de Newton pourtant si différents. Bien que participant à l'émergence d'une physique nouvelle, la conception cartésienne reste proche de la physique scolastique en étant surtout qualitative : la cause d'un mouvement est un autre mouvement, la cause et l'effet sont de même nature et sont en contact, éventuellement par le biais d'un éther qui joue le rôle d'intermédiaire invisible mais visualisable.
Isaac Newton, reprenant l'idée de Galilée d'une mathématisation du monde, formule la causalité par l'invention de la notion de force, présentée comme la véritable cause d'un changement, et introduit une conception quantitative par la « proportionnalité » entre le changement et la force motrice qui en est la cause. Cette physique est légitimée du fait qu'elle est conforme quantitativement aux mesures des observations, mais admet une notion de force à distance, sans intermédiaire, et de ce fait entre en conflit avec la conception cartésienne de la causalité. Avant même les critiques de Leibniz, Huyghens et des cartésiens, et dès sa formulation de sa loi universelle de la gravitation , Newton dit « je ne feins par d'hypothèse » et qu'il ne connait pas la nature de cette force. Pour venir à bout de ce problème, il imaginera ensuite un fluide subtil, un éther permettant le contact entre les corps malgré le vide et siège d'un référentiel absolu de l'espace.
Newton, avec le calcul infinitésimal, utilise une conception du temps comme paramètre que l'on peut décrire comme succession continue d'instants alors qu'avant lui, le temps ne permettait que de faire des moyennes entre deux instants (méthode de Galilée) ; la notion de simultanéité peut ainsi être dégagée et le problème de l'ordre temporel peut émerger.

### AuXVIIIesiècle
Jean Le Rond d'Alembert voulait éliminer la notion de force extérieure de la physique car il la considérait comme métaphysique, non observable, il développe pour cela un principe nommé depuis principe de d'Alembert qui deviendra un élément central de la mécanique analytique de Lagrange. Ce principe lui permet de se passer de la notion de force pour décrire les changements d'états, de valeurs des grandeurs dans les phénomènes mécaniques. La cause est alors une relation mathématique entre des grandeurs mesurables issues de la géométrie, exprimée à l'aide d'équations différentielles nécessitant une conception instantanée du mouvement. Cette notion de causalité sera considérée par d'Alembert comme vraiment physique car n'ayant recours qu'à des éléments mesurables, en opposition aux conceptions antérieures, et c'est une conception qui reste courante au début du XXIe siècle chez les physiciens, d'autant plus qu'en physique relativiste et quantique la notion de force n'est pas utilisée. Lagrange reprendra les travaux de d'Alembert, mais en réintroduisant la notion de force extérieure qu'il acceptait comme physique.